# Vietnamophryne
Vietnamophryne é um género de anfíbios da família Microhylidae . Está distribuído por Vietname e Tailândia.

## Espécies
- Vietnamophryne cuongi Nguyen, Hoang, Jiang, Orlov, Ninh, Nguyen, Nguyen, and Ziegler, 2021
- Vietnamophryne inexpectata Poyarkov, Suwannapoom, Pawangkhanant, Aksornneam, Duong, Korost, and Che, 2018
- Vietnamophryne occidentalis Poyarkov, Suwannapoom, Pawangkhanant, Aksornneam, Duong, Korost, and Che, 2018
- Vietnamophryne orlovi Poyarkov, Suwannapoom, Pawangkhanant, Aksornneam, Duong, Korost, and Che, 2018
- Vietnamophryne vuquangensis Hoang, Jiang, Nguyen, Orlov, Le, Nguyen, Nguyen, Nguyen, Nguyen, and Ziegler, 2021